# Petit Rognon
Le Petit Rognon est un sommet de France culminant à 3 009 mètres d'altitude, dans le département français de la Haute-Savoie.

## Géographie
Il se trouve entre la Vallée Blanche au sud-ouest et le glacier d'Envers du Plan au nord-est, au-dessus du glacier du Géant au sud-est, dans le massif du Mont-Blanc.